# Classe Tikuna
La classe Tikuna est une classe de sous-marins de la marine brésilienne. C’est une version améliorée des sous-marins de classe Tupi (projet allemand type 209-1400), construits pour la marine brésilienne par l’Arsenal de la Marine de Rio de Janeiro (AMRJ).

## Navires de la classe
| Type        | Pennant number | Nom    | Mise en service |
| ----------- | -------------- | ------ | --------------- |
| Modèle 1400 | S 34           | Tikuna | 2005            |
| Modèle 1400 | S 35           | Tapuia | Annulé          |